# كأس النرويج 1965
كأس النرويج 1965 (بالنرويجية: Norgesmesterskapet i fotball for menn 1965)‏ هو الموسم 60 من كأس النرويج. أشرف على تنظيمه اتحاد النرويج لكرة القدم، وفاز فيه نادي شايد.